# 班卡鄉 (瓦斯盧伊縣)
46°18′N 27°48′E / 46.300°N 27.800°E
班卡鄉（羅馬尼亞語：Comuna Banca, Vaslui），是羅馬尼亞的鄉份，位於該國東北部，由瓦斯盧伊縣負責管轄，面積104平方公里，海拔高度116米，2007年人口5,577，人口密度每平方公里53人。